# Tosu

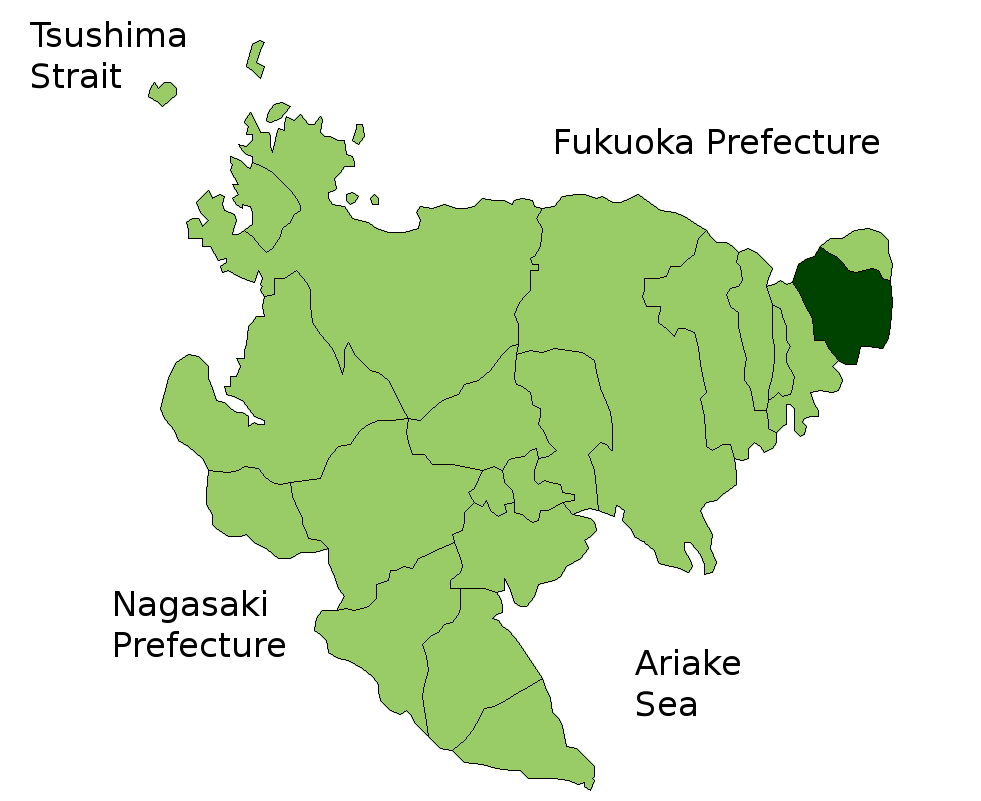

Tosu (鳥栖市 Tosu-shi?) este un municipiu din Japonia, prefectura Saga.